# Louis Mangin
Pour les articles homonymes, voir Mangin.
Louis Alexandre Mangin (né le 8 septembre 1852 à Paris et mort le 27 janvier 1937 à Grignon) est un botaniste français.

## Biographie
Né à Paris, Louis Mangin devient à 15 ans élève maître dans les écoles communales de la ville. Il est ensuite boursier au collège de Cluny de 1868 à 1870, puis, après l'obtention du baccalauréat ès sciences, élève boursier à l'école normale de l'enseignement secondaire spécial. Il obtient le brevet d'études de l'école en 1872, puis est lauréat de l'agrégation de sciences physiques pour l'enseignement secondaire spécial en 1873[réf. souhaitée].
Il est alors nommé professeur pour l'enseignement spécial au lycée de Nancy. Il continue en parallèle des études supérieures et obtient en 1876 les licences ès sciences physiques et ès sciences naturelles. Il est lauréat de l'agrégation de sciences naturelles en 1881, et est alors nommé professeur au lycée Louis-le-Grand. En 1882 il obtient devant la faculté des sciences de Paris le doctorat ès sciences naturelles et l'année suivante l'Académie des sciences lui décerne le prix Desmazières. Durant l'année scolaire 1885-1886 il est chargé des conférences de sciences naturelles pour les candidats à l'agrégation de sciences physiques.
Le 30 juin 1904 il est nommé professeur de la nouvelle chaire de  cryptogamie, créée au Muséum national d'histoire naturelle par division de la chaire de botanique d'Édouard Bureau en une chaire pour les phanérogames (attribuée à Paul Henri Lecomte) et une pour les cryptogames. L'année suivante il est nommé directeur du laboratoire de botanique rattaché à l’École pratique des hautes études.
Il devient directeur du Muséum en 1919, en remplacement d'Edmond Perrier, fonction qu'il occupe jusqu'à sa retraite en 1931. À ce titre, il dirigea, de 1920 à 1926, la ménagerie du Jardin des plantes. Pierre Allorge lui succéda à la chaire de cryptogamie et Édouard Bourdelle à la direction du Muséum.
Élu Membre de l'Académie des sciences le 25 janvier 1909 (section de botanique) il en est le président en 1929.
Il fut également membre de l'Académie d'agriculture de France, de l'Académie des sciences coloniales, président de la Société nationale d'acclimatation de France de 1922 à 1934, président de la Société botanique de France et de la Société mycologique de France, vice-président de la Société de biologie. Il fut aussi président de la Société de pathologie végétale et d'entomologie agricole de France, qu'il créa au Muséum en 1914 et qui, après sa mort, cessa d'être active en 1939.
Il est inhumé au cimetière du Père-Lachaise (79e division).

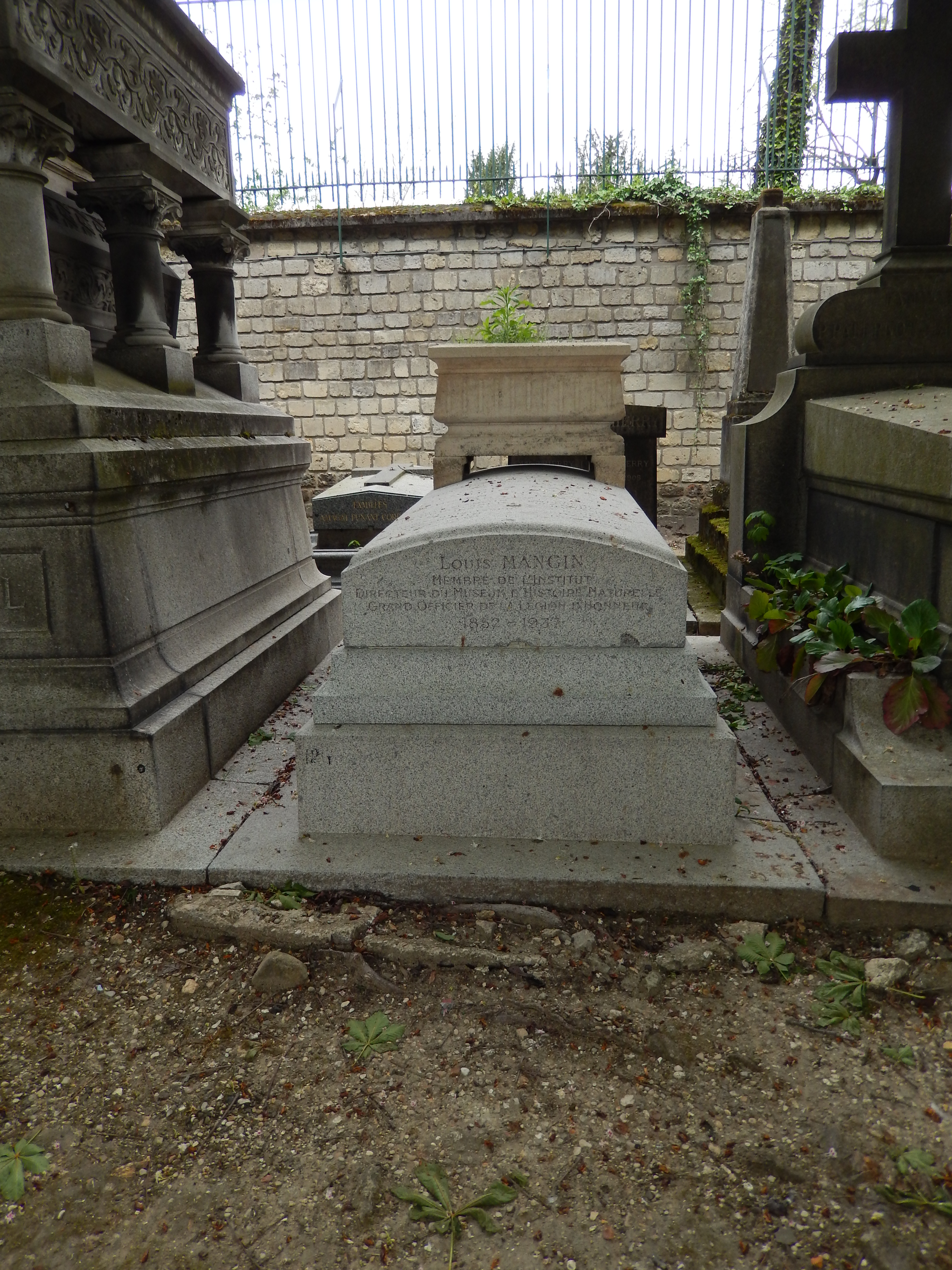
Tombe de Louis Mangin (cimetière du père Lachaise, div 79)

## Distinctions
- Grand officier de la Légion d'honneur.

## Travaux
Ses travaux en botanique portent sur l'analyse microchimique des tissus des végétaux et sur la respiration et la fonction chlorophyllienne des plantes.
Peu après la création d'un laboratoire spécialisé sur les champignons au Muséum national d'histoire naturelle en juillet 1904 (le laboratoire de cryptogamie), son titulaire, Louis Mangin organisa une première exposition de champignons en octobre 1904. Son but était d'amener les visiteurs à se rendre compte de visu des différences essentielles qui leur permettront de reconnaître les bons des mauvais champignons.
C'est un des fondateurs de la phytopathologie.
Il a également étudié le phytoplancton de l'Antarctique (seconde expédition Charcot) au laboratoire de cryptogamie du Muséum national d'histoire naturelle.
Le 2 juin 1923, à l'issue du premier congrès international pour la protection de la nature qui se tenait au Muséum, à Paris, le professeur Louis Mangin évoquait dans l'allocation de clôture la nécessité de protéger la nature.
Il affirmait qu'il s'agissait de « concilier sa sauvegarde avec les transformations économiques qui s'imposent » et il dénonçait « la destruction désastreuse, même au simple point de vue pratique, d'incalculables richesses dont l'exploitation prudente devrait assurer la prospérité ».

## Publications
Il publia des articles et des communications dans le Journal d'agriculture pratique, la Revue horticole et la Revue viticole.
Il fut aussi l'auteur de Botanique élémentaire (1883), de Cours élémentaire de botanique (1885) et de Physiologie végétale (1895).
- Louis Mangin, « L'enseignement des sciences naturelles dans le second cycle », in Conférences du Musée pédagogique, Imprimerie nationale, Paris, 1905, p. 21-35.
- Louis Mangin, Phytoplancton de l'Antarctique, Expédition antarctique française (1908/1910), Masson, Paris, 1915.